# Granklobben (Eckerö, Åland)
Granklobben är ett skär i Åland (Finland). Det ligger i Ålands hav och i kommunen Eckerö i landskapet Åland, i den sydvästra delen av landet. Ön ligger omkring 25 kilometer väster om Mariehamn och omkring 300 kilometer väster om Helsingfors.
Öns area är 3,9 hektar och dess största längd är 310 meter i nord-sydlig riktning. Trakten är glest befolkad. Närmaste större samhälle är Hammarland, 13,7 km öster om Granklobben.